# Code (Lukas Rieger)
Code è il secondo album del cantante tedesco Lukas Rieger, pubblicato il 16 febbraio 2018 su etichetta discografica Tonpool Medien GmbH.

## Tracce
CD, download digitale
1. Used To – 3:29
2. Never Be This Young – 3:10
3. Slowmo – 3:22
4. All I Want – 3:03
5. Won't Forget About You – 3:12
6. Phantom – 3:02
7. Treasure – 2:55
8. Kiss Me – 3:35
9. Remember – 3:20
10. Heart Skips a Beat – 2:52
11. When the Curtains Fall – 3:24

## Classifiche
| Classifica (2018) | Posizione massima |
| ----------------- | ----------------- |
| Austria           | 11                |
| Germania          | 2                 |
| Svizzera          | 40                |